# 捧塔乡
捧塔乡，是中华人民共和国四川省甘孜藏族自治州康定市下辖的一个乡镇级行政单位。

## 行政区划
捧塔乡下辖以下地区：
新兴上村、新兴下村、木瓦村、杨林村、三家寨村、捧塔村、和平村、团结村、解放一村、解放二村、两河口村和桐陵村。